# Hulst (gemeente)
| Gemeentegrenzen Wijkgrenzen Buurtgrenzen Autosnelweg Secundaire weg Spoorweg |  |  | ██ Geselecteerde gemeente ██ Bebouwd gebied ██ Bos of park ██ Binnenwater, rivier of kanaal |

Hulst en omgeving (2009)

Hulst (uitspraakⓘ, Zeeuws en Oost-Vlaams: Ulst) is een gemeente in de Nederlandse provincie Zeeland met 27.331 inwoners (1 januari 2024) die, na de gemeentelijke herindeling van 1 januari 2003, het hele oosten van Zeeuws-Vlaanderen beslaat.

## Kernen
In het zuiden van de gemeente Hulst ligt de vestingstad Hulst. In het uitgestrekte poldergebied eromheen liggen veertien dorpskernen, ieder met een eigen identiteit:

### Steden en dorpen
| Woonplaats (BAG) | Inwoners 2023 |
| ---------------- | ------------- |
| Clinge           | 2.305         |
| Graauw           | 945           |
| Heikant          | 1.160         |
| Hengstdijk       | 685           |
| Hulst            | 11.030        |
| Kapellebrug      | 355           |
| Kloosterzande    | 3.190         |
| Kuitaart         | 245           |
| Lamswaarde       | 565           |
| Nieuw-Namen      | 960           |
| Ossenisse        | 305           |
| Sint Jansteen    | 3.190         |
| Terhole          | 470           |
| Vogelwaarde      | 1.860         |
| Walsoorden       | 335           |

### Buurtschappen
Naast deze officiële kernen bevinden zich in de gemeente nog de buurtschappen Absdale, Baalhoek, Boschkapelle, Drie Hoefijzers, Duivenhoek, De Eek, Emmadorp, Fluitershoek, Groenendijk, Halfeind, Hoefkesdijk, Hoek en Bosch, 't Hoekje, 't Jagertje, Kalverdijk, Kampen, Kamperhoek, Keizerrijk, De Knapaf, Knuitershoek, Krabbenhoek, Kreverhille, Kruisdorp, Kruispolderhaven, Luntershoek, Margret, Molenhoek (Ossenisse), Molenhoek (Terhole), Noordstraat, Oude Kaai, Oude Stoof, Paal, Patrijzenhoek, Pauluspolder, Perkpolder, Prosperdorp, De Rape, Roskam, Roverberg, Ruischendegat, Schapershoek, Scheldevaartshoek, Schuddebeurs, Sluis/Drie Gezusters, Statenboom, Stoppeldijk/Rapenburg, Stoppeldijkveer, Strooienstad/Koningsdijk, Tasdijk, Vijfhoek, Vogelfort, Walenhoek, Zandberg, Zeedorp en Zeegat.

## Herindelingen
De huidige gemeente Hulst is tot stand gekomen na opeenvolgende herindelingen. In 1961 was er een grenswijziging waarbij de gemeenten Vogelwaarde, Hontenisse, Graauw en Langendam, Clinge en Sint Jansteen een beperkt deel van hun gemeente moesten afstaan aan Hulst, dat grond nodig had voor nieuwbouw. In 1970 kwam er een gemeentelijke herindeling van Zeeuws-Vlaanderen waarbij Hulst als een van de 8 gemeenten overbleef. In 2003 werd dit aantal teruggebracht naar drie.
Hieronder een overzicht van de voormalige gemeenten:
- Hulst → ontstaan 1 januari 2003
  - Hontenisse → opgeheven 1 januari 2003
    - Vogelwaarde → ontstaan 1 juli 1936, opgeheven 1 april 1970
      - Boschkapelle → opgeheven 1 juli 1936
      - Hengstdijk → opgeheven 1 juli 1936
      - Ossenisse → opgeheven 1 juli 1936
      - Stoppeldijk → opgeheven 1 juli 1936

  - Hulst
    - Clinge → opgeheven 1 april 1970
    - Graauw en Langendam → opgeheven 1 april 1970
    - Sint Jansteen → opgeheven 1 april 1970

Vanwege een beveiligingsprobleem met de MediaWiki Graph-software is het momenteel niet mogelijk deze grafiek weer te geven. Zodra de software is bijgewerkt zal de grafiek vanzelf weer zichtbaar worden.

## Aangrenzende gemeenten
| Aangrenzende gemeenten | Aangrenzende gemeenten | Aangrenzende gemeenten | Aangrenzende gemeenten | Aangrenzende gemeenten |
| ---------------------- | ---------------------- | ---------------------- | ---------------------- | ---------------------- |
| Borsele                |                        | Kapelle                |                        | Reimerswaal            |
|                        |                        |                        |                        |                        |
| Terneuzen              |                        |                        |                        |                        |
|                        |                        |                        |                        |                        |
| Stekene (B)            |                        | Sint-Gillis-Waas (B)   |                        | Beveren (B)            |

## Politiek

### Gemeenteraad
De gemeenteraad van Hulst bestaat uit 21 zetels. Hieronder staat de samenstelling van de gemeenteraad sinds 2002:
| Partij                                                                  | 2002 | 2006 | 2010 | 2014 | 2018 | 2022 |
| ----------------------------------------------------------------------- | ---- | ---- | ---- | ---- | ---- | ---- |
| Algemeen Belang Hulst1 / Algemeen Belang Groot Hulst3                   | 21   | 21   | 53   | 63   | 73   | 73   |
| Groot Hulst/Gemeenschappelijke Belangen2 / Algemeen Belang Groot Hulst3 | 42   | 2    | 53   | 63   | 73   | 73   |
| CDA                                                                     | 6    | 4    | 3    | 3    | 4    | 4    |
| Groot Hontenisse-Hulst                                                  | 3    | 3    | 4    | 3    | 3    | 3    |
| PvdA                                                                    | 3    | 5    | 3    | 3    | 2    | 2    |
| Hulst Plus                                                              | -    | -    | -    | -    | 2    | 2    |
| VVD                                                                     | 1    | 1    | 2    | 1    | 2    | 1    |
| D66                                                                     | -    | -    | -    | -    | -    | 1    |
| FVD                                                                     | -    | -    | -    | -    | -    | 1    |
| SP                                                                      | -    | 1    | 1    | 1    | 1    | -    |
| Progressief Hulst                                                       | 2    | 3    | 3    | 3    | -    | -    |
| Hulst Anders                                                            | -    | -    | -    | 1    | -    | -    |
| Totaal                                                                  | 21   | 21   | 21   | 21   | 21   | 21   |

¹ Algemeen Belang Hulst en Groot Hulst/Gemeenschappelijke Belangen zijn sinds 2008 gefuseerd onder de naam "Algemeen Belang Groot Hulst"

### College van B&W
De coalitie voor de periode 2022-2026 uit Algemeen Belang Groot Hulst – CDA - Groot Hontenisse-Hulst - VVD. Zie hieronder het college van burgemeester en wethouders voor de periode 2022-2026. Tot 1 oktober 2022 was Jan-Frans Mulder (CDA) burgemeester van Hulst. Per 1 oktober 2022 is Ilona Jense-van Haarst (VVD) burgemeester van Hulst.
| Naam                   | Functie             | Partij                      | Portefeuille |
| ---------------------- | ------------------- | --------------------------- | --- |
| Ilona Jense-van Haarst | Burgemeester        | VVD                         | - Gemeentelijke wetgeving - Volksgezondheid - Openbare orde & veiligheid - Algemene Plaatselijke Verordening (APV) - Bestuurlijke coördinatie - Grensoverschrijdende en regionale samenwerking - Communicatie - Handhaving APV - Burgerzaken - Kabinetszaken |
| Jean-Paul Hageman      | Wethouder (1 fte)   | Algemeen Belang Groot Hulst | - 1e loco-burgemeester - Ruimtelijke Ordening/omgevingswet - Volkshuisvesting/wonen - Vergunningen - Handhaving ruimtelijke ordening - Omgevingsplannen - Grondzaken - Bedrijventerreinen - Sport/wereldbeker veldrijden - Projecten: Bierkaai, Hof te Zandeplein, Groote Kreek en Houtmarkt - AVA Perkpolder - Vluchtelingenbeleid - Personeel & organisatie                     |
| Denis Steijaert        | Wethouder (1 fte)   | CDA                         | - 2e loco-burgemeester - Middelen, financiën, bedrijfsvoering & ICT - Inkoop/aankoop/verkoopbeleid - Economie & werkgelegenheid - Recreatie & toerisme - Publiekszaken - Interne zaken & archief - Projecten: De Statie, Morres, Versterk de Scheldekust en Gebiedsontwikkeling Dullaertwijk - Grenspark Groot Saeftinghe - Zwembaden - AVA Perkpolder - Onderwijs & kinderopvang |
| Gino Depauw            | Wethouder (0,8 fte) | Algemeen Belang Groot Hulst | - 3e loco-burgemeester - Openbare werken & infrastructuur - Milieu - Handhaving milieu - Verkeer & vervoer - Collectief vervoer - Monumenten - Duurzaamheid - Gemeentelijke gebouwen - Gemeenschapscentra |
| Luc Mangnus            | Wethouder (0,8 fte) | Groot Hontenisse - Hulst    | - 4e loco-burgemeester - Landbouw & natuur - Haven Walsoorden - Cultuur - Subsidieverwerving en beleid - Markten & kermissen - Handhaving participatiewet - Participatiewet (werk & inkomen) - Sociale zaken - Dethon - Coördinatie dorps- en wijkraden |
| René Ruissen           | Wethouder (0,6 fte) | VVD                         | - 5e loco-burgemeester - Gebiedsontwikkeling Perkpolder (voorzitter AVA) - Gezondheidszorg - GGD - Welzijn & zorg - Wet maatschappelijke ondersteuning (Wmo) - Jeugdhulp - Handhaving welzijn & zorg |

## Cultuur

### Monumenten
In de gemeente zijn er een aantal rijksmonumenten en oorlogsmonumenten, zie:
- Lijst van rijksmonumenten in Hulst (gemeente)
- Lijst van oorlogsmonumenten in Hulst
- Lijst van Stolpersteine in Hulst

### Kunst in de openbare ruimte
In de gemeente zijn diverse beelden, sculpturen en objecten geplaatst in de openbare ruimte, zie:
- Lijst van beelden in Hulst

## Natuur
In de gemeente bevinden zich diverse natuurgebieden. Het Natura 2000-gebied Westerschelde & Saeftinghe ligt voor een deel in de gemeente Hulst. Met het grootste brakwaterschor van Europa, het Verdronken Land van Saeftinghe. Dit natuurgebied heeft een oppervlakte van bijna 36 vierkante kilometer. In het nabijgelegen Emmadorp bevindt zich een bezoekerscentrum van stichting Het Zeeuwse Landschap. Het natuurgebied is zeer in trek bij toeristen, jaarlijks gaan hier rond de 12.000 mensen op excursie. Andere vermeldenswaardige natuurgebieden in de gemeente zijn: Waterwingebied Sint Jansteen en het Natura 2000-gebied De Vogel met de officiële naam Vogelkreek.
Stad: Hulst

Dorpen: Clinge · Graauw · Heikant · Hengstdijk · Kapellebrug · Kloosterzande · Kuitaart · Lamswaarde · Nieuw-Namen · Ossenisse · Sint Jansteen · Terhole · Vogelwaarde · Walsoorden

Buurtschappen: Absdale · Baalhoek · Boschkapelle · Catalijnenweg · Delft · Drie Hoefijzers · Duivenhoek · De Eek · Emmadorp · Fluitershoek · Groenendijk · Halfeind · Hoefkesdijk · Hoek en Bosch · 't Hoekje · 't Jagertje · Kalverdijk · Kampen · Kamperhoek · Keizerrijk · De Knapaf/Droogedijk · Knuitershoek · Koelewei · Koningsdijk · De Kraai · Krabbenhoek · Kreverhille · Kruisdorp · Kruispolderhaven · Kruisweg · Het Lammetje · Luntershoek · Margret · Margretschedijk · Molenhoek · Molenhoek · Muggenhoek (deels) · Noordstraat · Het Oliekot · Oostdijk · Ossenhoek · Oude Kaai · Oudemolen · Oude Stoof · Paal · Patrijzendijk · Patrijzenhoek · Pauluspolder · Perkpolder · Prosperdorp · De Rape · Roskam · Roverberg · Ruischendegat · Rustwat · Saswijk · Schapershoek · Scheldevaartshoek · Schuddebeurs · Sluis/Drie Gezusters · Statenboom · Stoppeldijk (Rapenburg) · Stoppeldijkveer (deels) · Strooienstad · Tasdijk · Tivoli · Tragel · Verkorting · Vijfhoek · Vogelfort · Walenhoek · Zandberg · Zeedorp · Zeegat

Historische plaatsen: Boerenmagazijn · Eekenissepolder · Klein Kuitaart · Vitshoek

Zeeland: Steden en dorpen in Zeeland      Nederland: Provincies · Gemeenten
Borsele · Goes · Hulst · Kapelle · Middelburg · Noord-Beveland · Reimerswaal · Schouwen-Duiveland · Sluis · Terneuzen · Tholen · Veere · Vlissingen 

Steden en dorpen · Voormalige gemeenten · Nederland: Provincies · Gemeenten